# ハイドンの名によるメヌエット
『ハイドンの名によるメヌエット』（Menuet sur le nom d'Haydn）は、モーリス・ラヴェルが1909年に作曲したピアノ独奏曲である。
1909年はフランツ・ヨーゼフ・ハイドン没後100年に当たるため、パリの月刊音楽雑誌「ルヴュ・ミュジカル・マンシュエル・SIM」(SIM = Société Internationale de Musique)は没後100周年記念号を企画し、6人の作曲家に「ハイドン」にちなんだピアノ曲を作曲するよう依頼した。その1人がラヴェルであり、他には次の5人が依頼に応じた。
- クロード・ドビュッシー - 「ハイドンを讃えて」
- ポール・デュカス - 「ハイドンの名による悲歌的前奏曲」
- レイナルド・アーン - 「ハイドンの名による主題と変奏」
- ヴァンサン・ダンディ - 「ハイドンの名によるメヌエット」 Op.65
- シャルル＝マリー・ヴィドール - 「ハイドンの名によるフーガ」

それらの作品は「ルヴュ・ミュジカル」の1910年1月号に掲載された。ラヴェルの作品は1910年にデュラン社から出版され、翌1911年3月11日にパリのサル・プレイエルでの国民音楽協会コンサートで、エヌモン・トリラのピアノ独奏により初演された。
現在ではデュラン社より、ラヴェル、ドビュッシー、デュカスの3作品を1冊にまとめた楽譜が出版されている。この他にも様々な出版社から楽譜が出版されている。

## 作曲手法
「ルヴュ・ミュジカル」は1つの動機を用意し、それを用いて作曲することを各作曲家に依頼した。その動機とは、以下のように「HAYDN」の5文字をそれぞれ音名に置き換えて作ったものである。
- まず、それぞれのアルファベットは以下の音にあたる。

| ラ | シ | ド | レ | ミ | ファ | ソ |
| -- | -- | -- | -- | -- | ---- | -- |
| A  | B  | C  | D  | E  | F    | G  |

- 次に、下へ順々にアルファベットをあてはめていく。そうすると全てのアルファベットに音があてはまる。

| ラ | シ | ド | レ | ミ | ファ | ソ |
| -- | -- | -- | -- | -- | ---- | -- |
| A  | B  | C  | D  | E  | F    | G  |
| H  | I  | J  | K  | L  | M    | N  |
| O  | P  | Q  | R  | S  | T    | U  |
| V  | W  | X  | Y  | Z  |      |    |

- しかし「H」はドイツ語で「シ」を意味するため、Hをシとし、Iをその1つ下の行に繰り下げる。そうして次以降は、再度順々にあてはめる。

| ラ | シ | ド | レ | ミ | ファ | ソ |
| -- | -- | -- | -- | -- | ---- | -- |
| A  | B  | C  | D  | E  | F    | G  |
|    | H  |    |    |    |      |    |
|    | I  | J  | K  | L  | M    | N  |
| O  | P  | Q  | R  | S  | T    | U  |
| V  | W  | X  | Y  | Z  |      |    |

こうした規則で出来上がる「HAYDN」の音は「BADDG」、つまり「シラレレソ」となる。
サン＝サーンスはこの規則に納得できなかったため依頼に応じず、また「こんな馬鹿げたことにはかかわらないように」とフォーレに忠告している。
ラヴェルはこの「シラレレソ」の音を冒頭部分から主題として使用している。それに加えて、この音を楽譜で表記した際に逆から読んだ音（シラレレソの音を楽譜に並べ、それを上下反対に読むと「レソソドシ」になる）や、その音を逆にした音列（「NDYAH」つまり「ソレレラシ」の音）も使用している。それを芸術性が高い音楽に仕上げるところにラヴェルの巧みさが見える。

## 曲調
ラヴェルのメヌエット形式の曲は、1895年の「古風なメヌエット」、1901年の「ソナチネ」の第2楽章などが有名である。上記の2作に比べればごく短いことや、用意された音列という制約もあるために、旋法的な音階などはあまり聞こえない。だが、ラヴェル独特の和声は2分ほどの短い曲の中にも多く登場する。また、同時期に作曲された「マ・メール・ロワ」とも近似するかのようにも思わせる。

## その他
この手法でラヴェルによって作曲された作品がもう1つある。1922年に、同じく「ルヴュ・ミュジカル」からの依頼でフォーレ特集号のために作曲した、ヴァイオリンとピアノのための「フォーレの名による子守歌」である。この曲では「Gabriel Fauré」の12文字を、上記の方法で音名に置き換えた音列が使用されている。変換された音名は G A B D B E E F A G D E ソラシレシミミファラソレミ となる。